# Свети-Стефан
Све́ти-Сте́фан (черног. Свети Стефан / Sveti Stefan) — курортный посёлок и остров в общине Будва, Черногория.

## География
Расположен на побережье Адриатического моря, на Будванской ривьере, в 5 километрах к юго-востоку от города Будва. Абсолютная высота посёлка — 252 метра. Площадь острова — 12400 м² (0,0124 км²). Тонкий перешеек между сушей и островом — искусственный.
На острове располагается отель Aman Sveti Stefan Island. Официальное название курорта — Aman Sveti Stefan; ему присвоены 5 звёзд, и он включает в себя также часть суши, на которой находятся отель Villa Miločer (территория посёлка Милочер) и спа-центр.

## Население
Численность населения посёлка Свети-Стефан:
| Год     | 1912 | 1948 | 1953 | 1954 | 1991 | 2003 | 2011 |
| ------- | ---- | ---- | ---- | ---- | ---- | ---- | ---- |
| Жителей | 150  | 42   | 60   | 20   | 421  | 411  | 364  |

Национально-религиозный состав населения посёлка Свети-Стефан в 2003 году:
| Национальность | Число жителей | %     |
| -------------- | ------------- | ----- |
| сербы          | 256           | 62,29 |
| черногорцы     | 109           | 26,52 |
| мусульмане     | 7             | 1,70  |
| хорваты        | 6             | 1,46  |
| албанцы        | 2             | 0,49  |
| венгры         | 2             | 0,49  |
| югославы       | 1             | 0,24  |
| македонцы      | 1             | 0,24  |
| русские        | 1             | 0,24  |
| прочие         | 26            | 6,33  |
| ВСЕГО          | 411           | 100   |

Национальный состав населения посёлка Свети-Стефан по данным переписи населения 2011 года:

## История

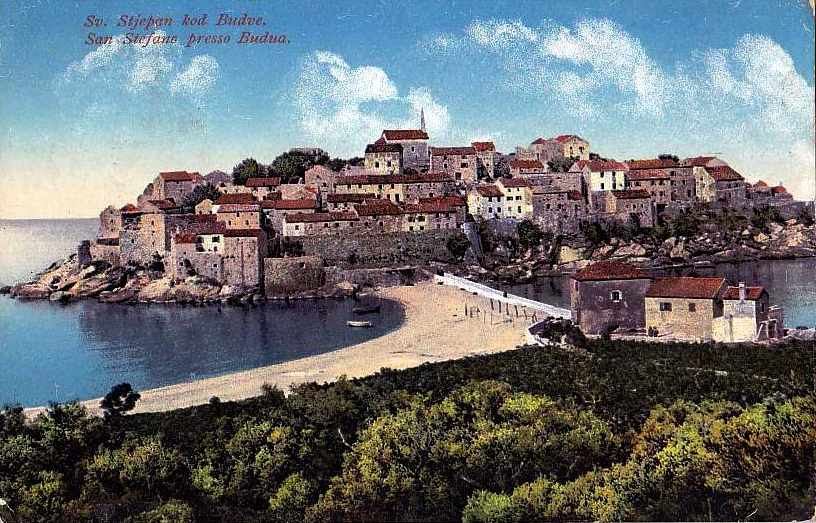
Свети-Стефан примерно в 1910 году

Впервые Свети-Стефан упоминается в летописях 1442 года, когда жители местной общины Паштровичи встали на пути османов, возвращавшихся с удачного набега на Котор. После одержанной над османами победы и захвата награбленного ими добра было решено воздвигнуть на острове церковь и крепость в честь Стефана Первомученика.
Изначально бывшая рыбацкой, деревня Свети-Стефан стала важным торговым центром и транспортным узлом во времена Венецианской республики. В начале XIX века здесь насчитывалось 100 домов и более 400 жителей. Через столетие, из-за экономического кризиса, город-остров стал приходить в упадок. В 1955 году его последние 20 жителей были переселены на материк, а сам остров был превращён в роскошный курортный комплекс. При реконструкции внешний облик древних зданий, которых насчитывается около 80, не пострадал.
Отдых на острове Свети-Стефан был популярен среди многих знаменитостей: в своё время гостями курорта были Бобби Фишер, Карло Понти, Софи Лорен, Клаудия Шиффер, Кирк Дуглас, Сильвестр Сталлоне и другие известные люди. Здесь останавливались советские маршалы С. К. Тимошенко, А. А. Гречко, И. И. Якубовский, космонавт Юрий Гагарин, режиссёр Сергей Бондарчук.
Материковая часть посёлка также располагает туристической инфраструктурой, и цены на апартаменты в нём хотя и выше, чем в среднем в Черногории, но гораздо ниже, чем в отеле на острове. Вилла Милочер — это бывшая летняя резиденция королевы Югославии Марии.

### Остров Свети-Стефан

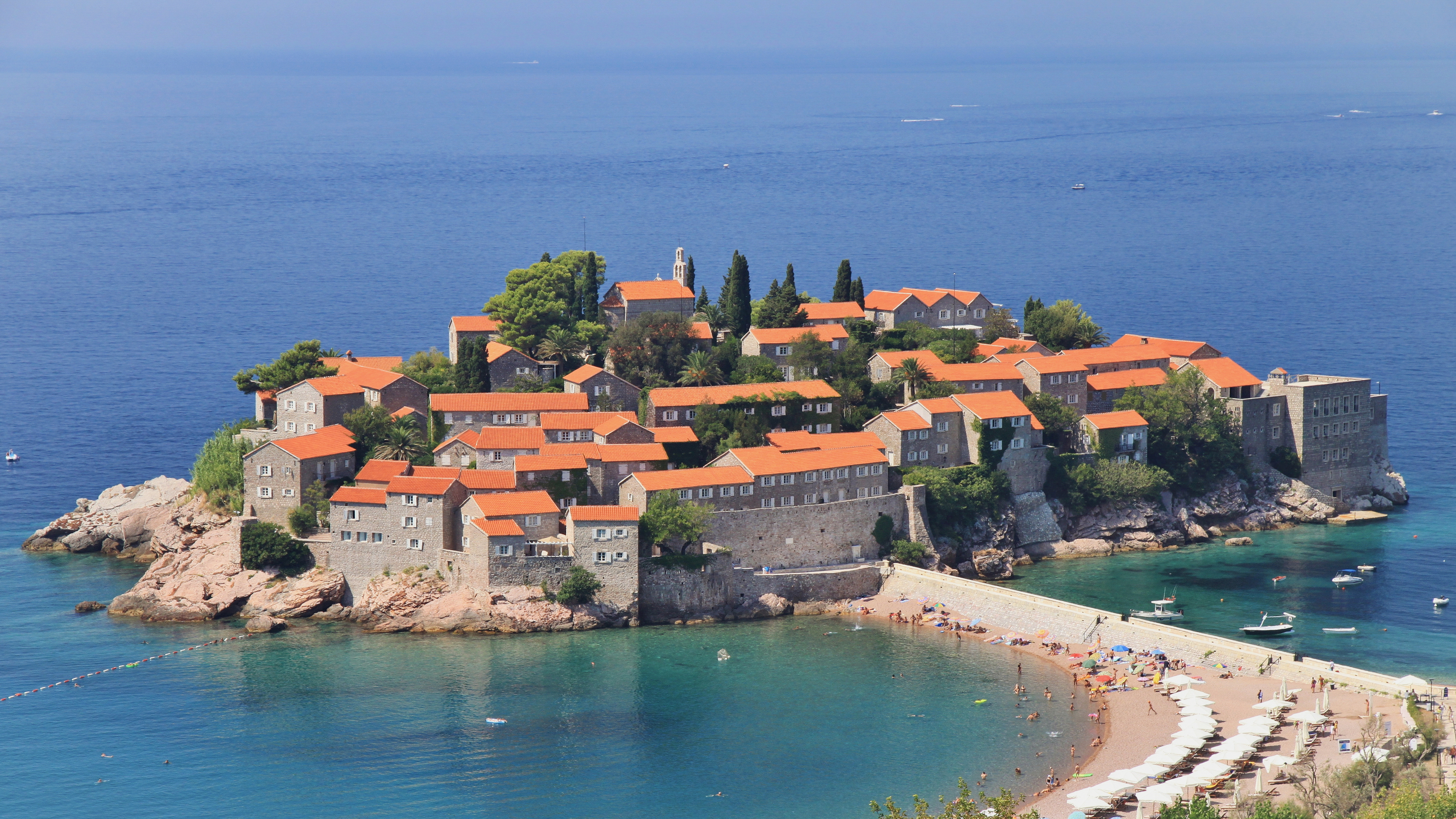
Остров-отель Свети-Стефан

Остров Свети-Стефан закрыт для посещения лицами, не являющимися гостями отеля. Но попасть туда можно, заказав столик в ресторане. Пляж с розово-красной мелкой галькой на материке расположен в направлении Милочера и открыт только для постояльцев отеля. Пляж с другой стороны перешейка открыт для всех желающих.
На острове есть комфортабельные номера-домики, торговые центры, рестораны и художественная галерея. В 2020 году самая высокая цена одной ночи проживания на курорте составила 6215 евро. На суше, рядом с Милочером, находится вилла «21» — самая дорогая вилла Адриатического побережья, стоимость проживания в ней определяется аукционом.
На острове Свети-Стефан в 1992 году проходил матч между Бобби Фишером и Борисом Спасским, который сам Фишер называл «матчем-реваншем на первенство мира».
К 2007 году остров был частично заброшен и утратил статус роскошного отеля — причиной этого стал «Югославский кризис». Правительство Черногории не нашло средств для его восстановления, и тогда остров был сдан в аренду на 30 лет международной туристической компании Aman Resorts. К 2009 году отель отреставрировали и снова открыли для гостей. С 2014 года на острове проводятся экскурсии.
Летом 2010 года на острове Свети-Стефан в честь юбилея отеля состоялся концерт Андреа Бочелли.
В июле 2014 года на острове состоялась свадьба теннисиста Новака Джоковича и его подруги детства Елены Ристич.

## Достопримечательности
На острове есть три старинные церкви: церковь Святого Стефана (находится в самой высокой точке острова), церковь Александра Невского и церковь Успения Богоматери.

## Галерея

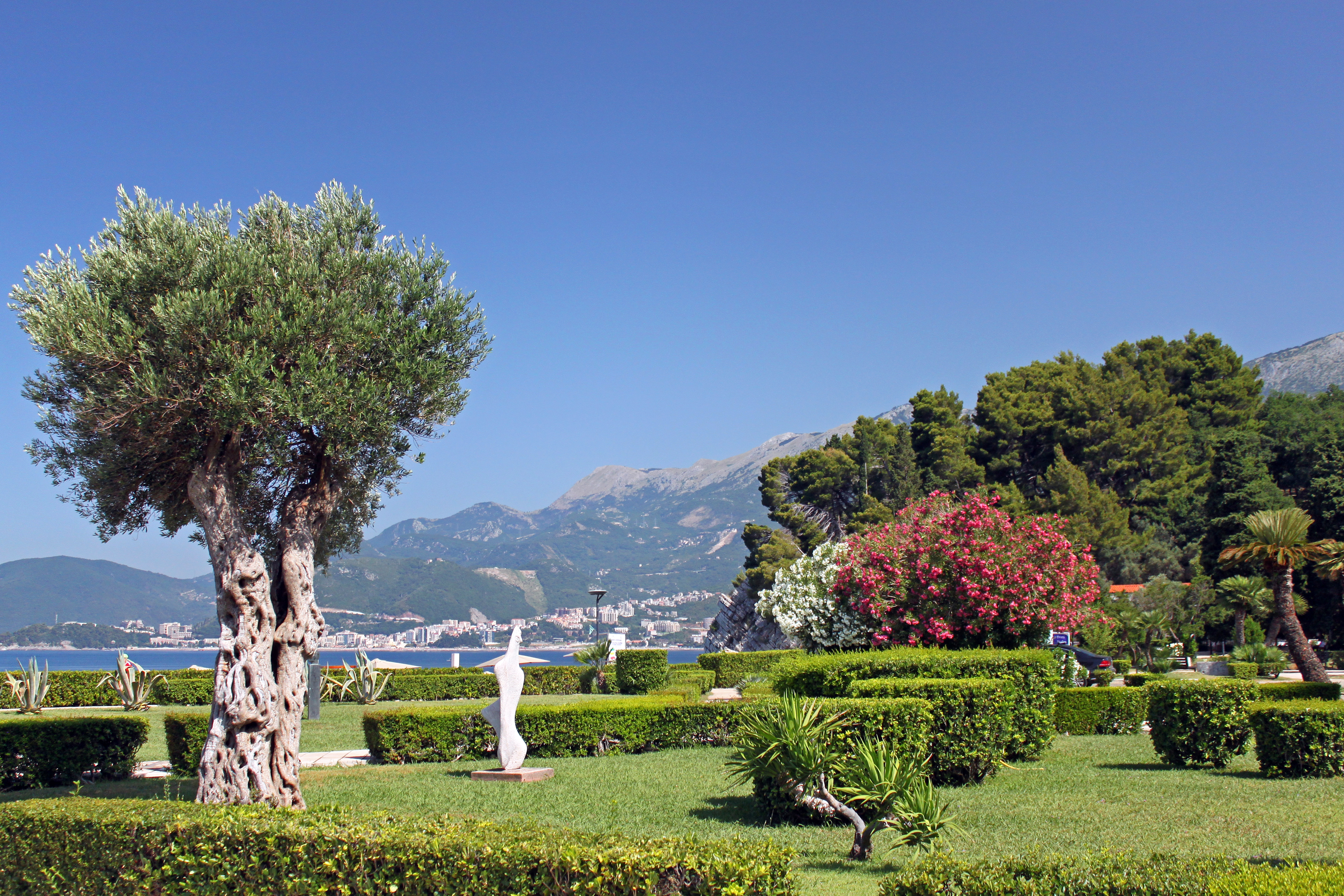
Парк в посёлке Свети-Стефан
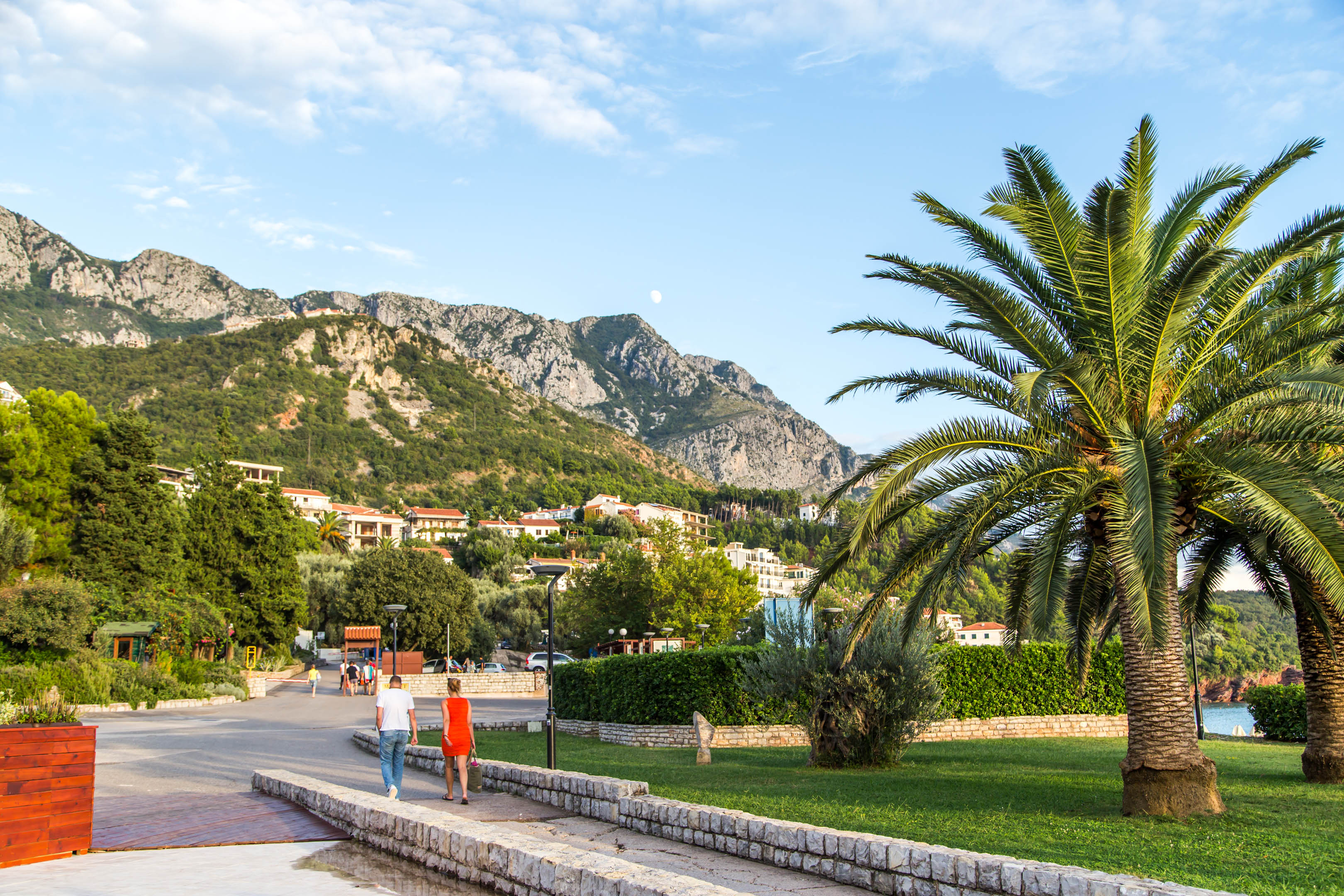
Вид на посёлок Свети-Стефан из парка
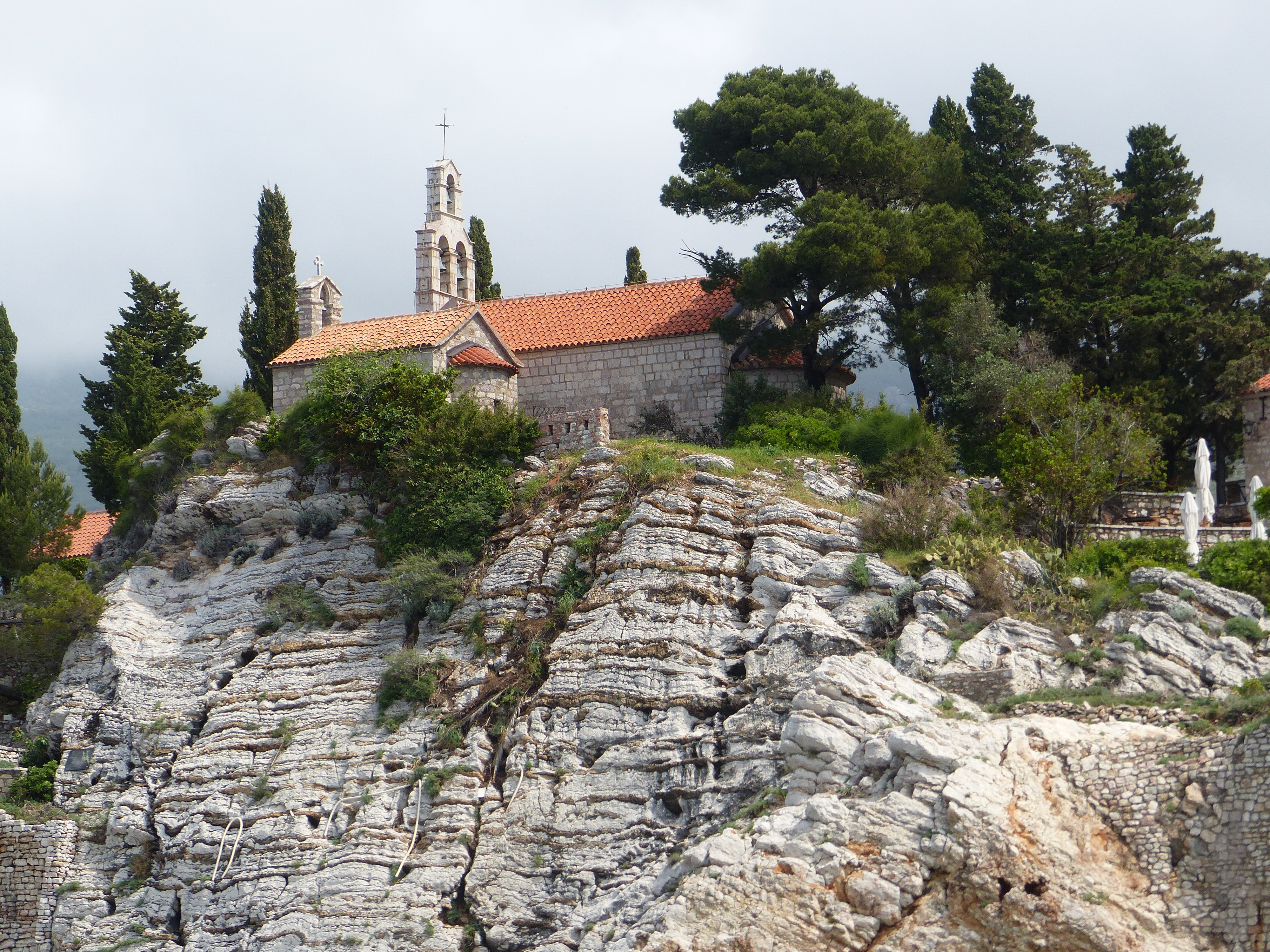
Церковь святого Стефана и церковь Александра Невского на острове Свети-Стефан
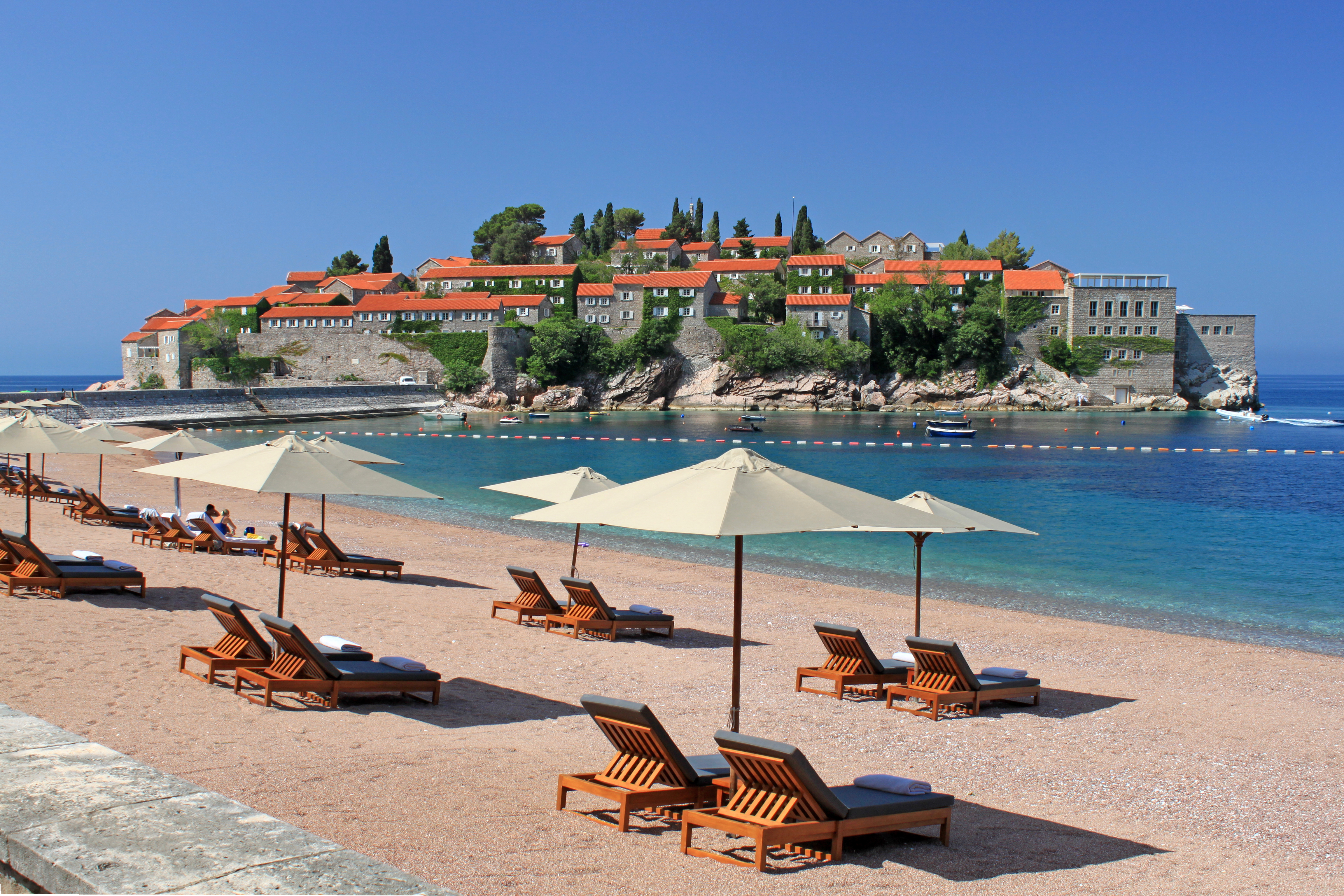
Пляж отеля Aman Sveti Stefan в 2019 году
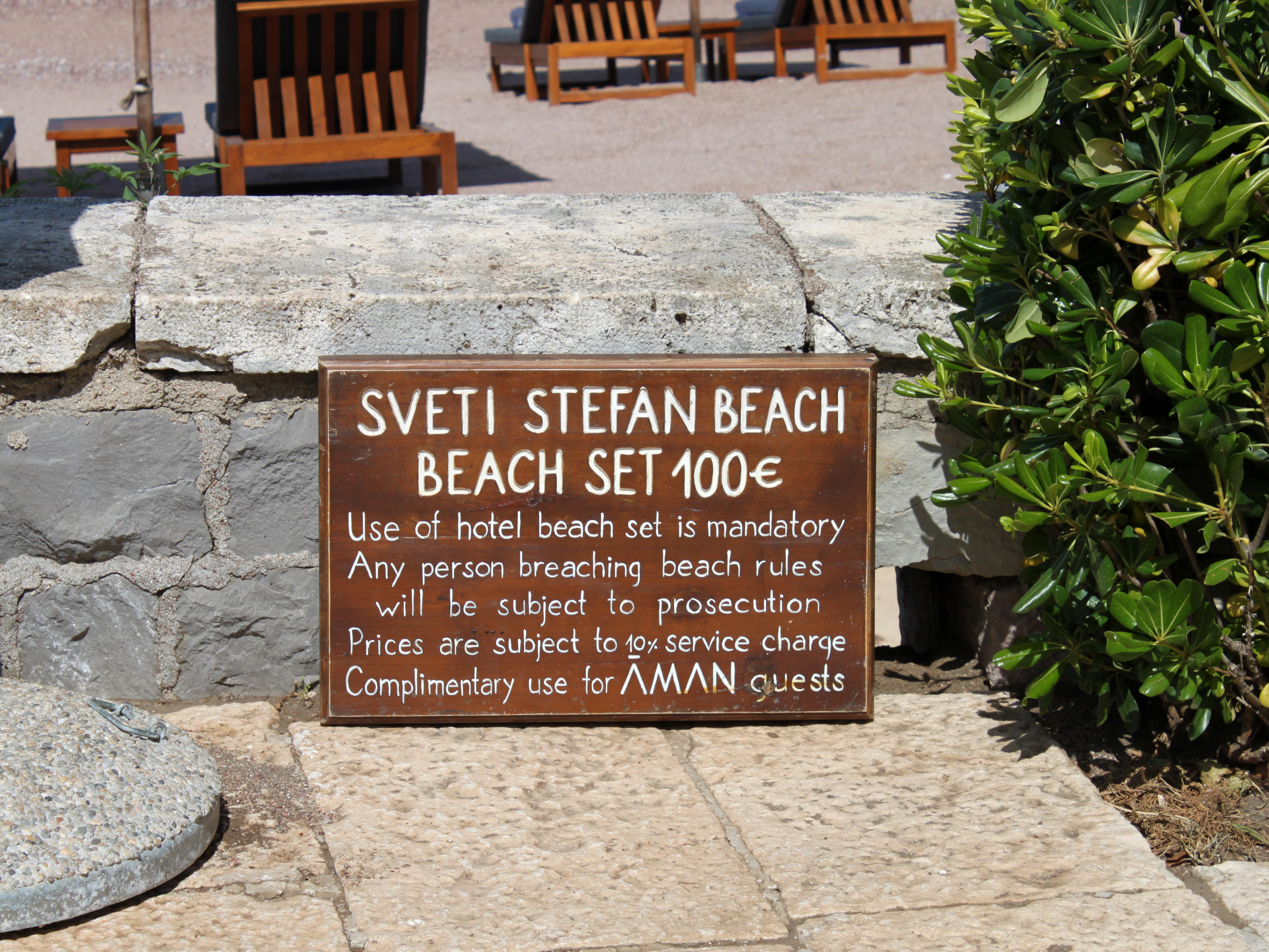
Объявление на пляже Aman Sveti Stefan, 2019 год
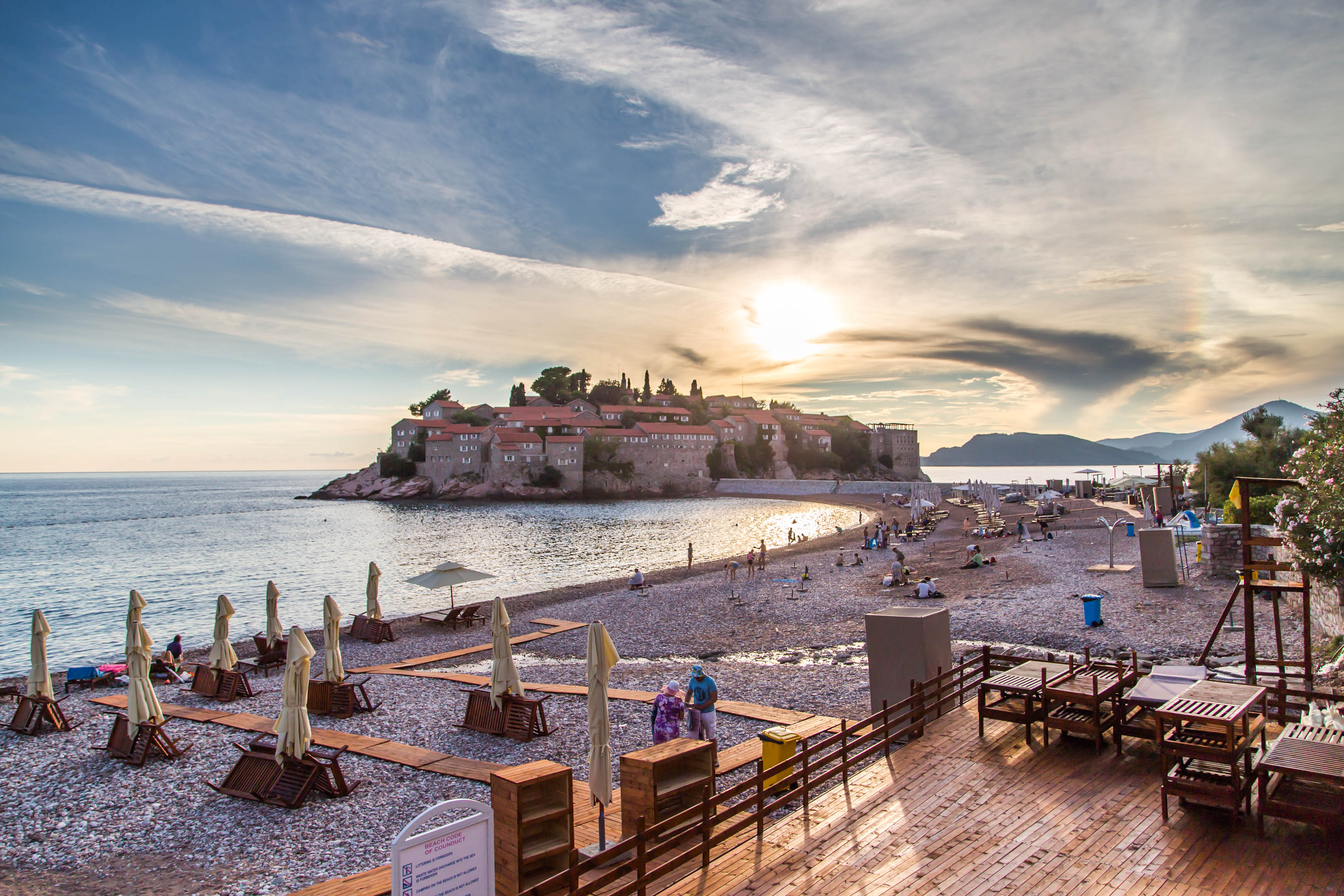
Общественный пляж посёлка Свети-Стефан
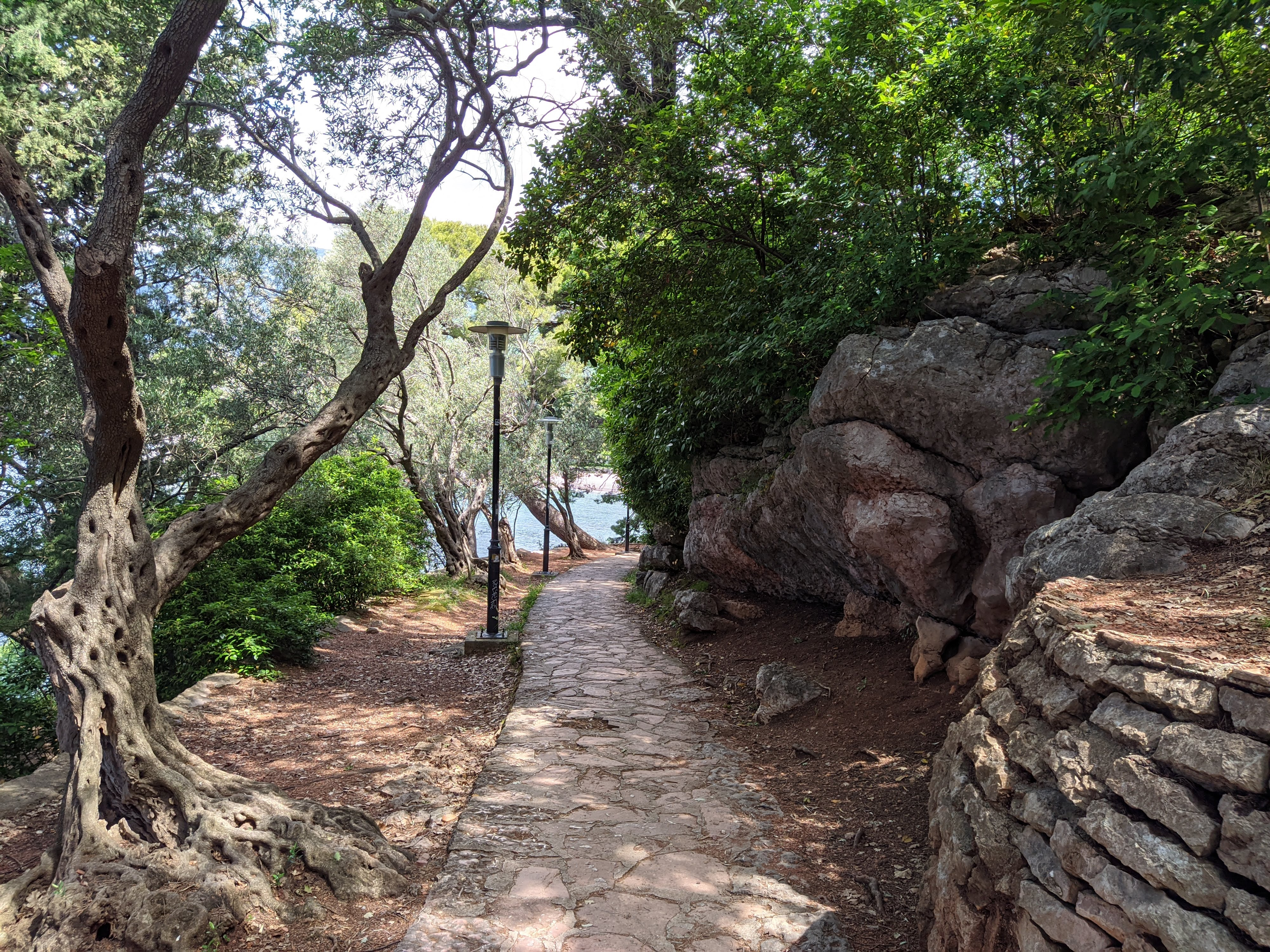
Парк Милочер в мае
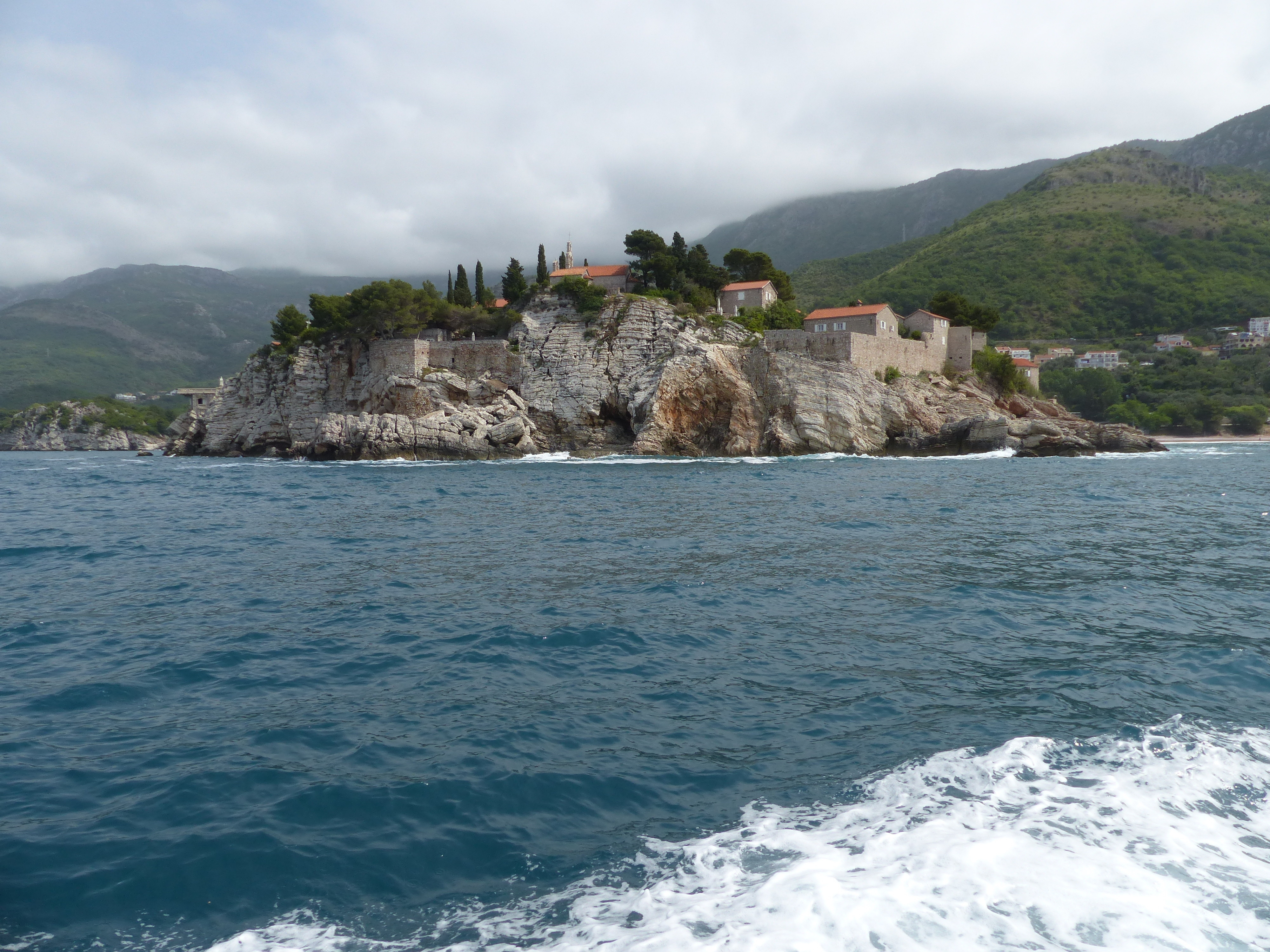
Вид на остров со стороны моря